# Jacobo Grinberg
Jacobo Grinberg Zylberbaum (Ciudad de México, 12 de diciembre de 1946) es un neurofisiólogo y psicólogo mexicano, desaparecido desde diciembre de 1994. Con dedicación al estudio del chamanismo, la conciencia, la parapsicología, las disciplinas orientales, la meditación y la telepatía, ha escrito 54 libros.

## Biografía
Jacobo Grinberg-Zylberbaum nació en la Ciudad de México en 1946 en el seno de una familia de ascendencia judía. Decidió estudiar la mente humana a los doce años, después de que su madre muriera de un tumor cerebral que resultó ser maligno. Estudió psicología en la Universidad Nacional Autónoma de México. En 1963, viajó a Israel, donde pasó un año viviendo en un kibutz y se enamoró de su primera esposa, Lizette Arditti. A lo largo de ese año, fue introducido a las enseñanzas cabalísticas en Safed. En 1970, viajó a Nueva York a estudiar psicofisiología en el Brain Research Institute (Instituto de Investigación Cerebral). Obtuvo un doctorado con una investigación enfocada en los efectos electrofisiológicos de los estímulos geométricos en el cerebro humano.
A su regreso a México, fundó un laboratorio de psicofisiología en la Universidad Anáhuac. Posteriormente, a finales de la década de 1970, instaló otro laboratorio similar en la Universidad Nacional Autónoma de México (UNAM). En 1987, fundó el Instituto Nacional para el Estudio de la Conciencia (INPEC), financiado por la UNAM y por el Consejo Nacional de Ciencia y Tecnología (Conacyt). Publicó varios de sus libros a través del INPEC. Escribió más de 50 artículos acerca de temas tan diversos como la actividad cerebral, la brujería, el chamanismo, la telepatía y la meditación.
Jacobo Grinberg dijo utilizar el método científico en estudios sobre chamanismo, al intentar combinar ambos en su trabajo profesional con el objetivo de entender el "mundo mágico". Intentó realizar un cambio en la manera en la que se entiende la relación entre la ciencia y la conciencia. Esto repercutió en el mundo científico, y llegó a ser criticado por la comunidad científica. Su trabajo pretendía exhibir las bases científicas para la telepatía y otras disciplinas esotéricas.

## La teoría sintérgica
La teoría sintérgica de Jacobo Grinberg propone que existe un continuo espacio de energía y que el ser humano común solo puede percibir una parte de este. El resultado de este proceso es lo que todo el mundo entiende como "realidad". Esta teoría intenta responder a la pregunta de la creación de la experiencia. El libro El cerebro consciente se tradujo a siete idiomas.
La postulación fundamental de esta teoría es que la experiencia surge como resultado de tres procesos de interacción. El primero de ellos es una interacción entre elementos neuronales capaz de crear un campo energético complejo denominado campo neuronal.[cita requerida]
La segunda interacción ocurre cuando el campo neuronal se pone en contacto con la estructura energética del espacio. La interacción entre el campo neuronal y el espacio crea un patrón de interferencia que se denomina estructura energética de la experiencia.[cita requerida]
El tercer proceso de interacción ocurre entre la estructura energética de la experiencia y un procesador central. Esta interacción es la más misteriosa de todas e implica la existencia de una focalización energética, realizada a través de un hipotético factor de direccionalidad.[cita requerida]
Según explica la teoría sintérgica, cualquier ser vivo que tenga la capacidad de experimentar o sentir puede vivir los tres procesos de interacción. Los niveles de experiencia de cada ser dependen de la complejidad de su campo neuronal y ésta, a su vez, de la complejidad del cerebro del cual surge el campo.[cita requerida]

### Origen de la teoría sintérgica
La teoría sintérgica nació de su trabajo con Bárbara Guerrero,médium, curandera y sanadora mexicana conocida como Pachita, quien realizaba cirugía psíquica. Grinberg escribió un libro, Pachita, donde analizaba las bases científicas de sus experiencias con ella. También la incluye en su libro Chamanes de México. Grinberg estaba intrigado por la reputación de Pachita, por lo que siguió sus procedimientos durante alrededor de un año. Llegó a la conclusión de que la habilidad de Pachita para sanar era el resultado de dos diferentes realidades: por un lado, la presencia de un campo neuronal que rodea el cerebro como, por el otro, la presencia de una red espacio-temporal. A pesar de que la mayoría de los científicos consideran que la habilidad de Pachita para sanar es un fraude, una investigación de Grinberg acerca de la transferencia de potencial en el cerebro se publicó en Physics Essays, una revista científica arbitrada.[cita requerida]

## Desaparición
Desde el 8 de diciembre de 1994, Jacobo Grinberg se encuentra desaparecido. El 12 de diciembre de ese año, su familia preparó una fiesta en su honor para celebrar su cumpleaños número 48, pero él no se presentó.Era común que él realizara viajes de último minuto o que simplemente no contestara su teléfono por días, por lo que su desaparición al principio no pareció extrañar a su familia. En el documental El secreto del doctor Grinberg, dirigido por Ida Cuéllar, se presenta la vida y el trabajo del investigador.La investigación de su desaparición fue llevada a cabo por el agente Clemente Padilla, en mayo de 1995.
Su hija, Estusha Grinberg, cantante y compositora, rindió homenaje a su padre en marzo de 2023.

## Investigaciones publicadas
- Grinberg-Zylberbaum, J., Delaflor, M., Attie, L., & Goswami, A. (1994). "The Einstein-Podolsky-Rosen Paradox in the Brain: The Transferred Potential". Physics Essays, 7(4), 422-428.
- "Patterns of Interhemispheric Correlation During Human Communication" (Patrones de correlación interhemisférica durante la comunicación humana)[7]
- "Evoked potentials and concept formation in man" (Los potenciales evocados y la formación de conceptos en el ser humano)[12]
- "The transformation of neuronal activity into conscious experience: the syntergic theory" (La transformación de la actividad neuronal en la experiencia consciente: la teoría sintérgica)[13]
- "Transference of mental energy" (transferencia de energía mental)[14]

## Publicaciones científicas
- Jacobo Grinberg-Zylberbaum & Ramos Loyo, J. (1987). "Patterns of interhemispheric correlation during human communication", International Journal of Neuroscience, 36:1-2, 41-53, DOI: 10.3109/00207458709002138